# Frennarp
Frennarp är en stadsdel i norra Halmstad. Frennarp är beläget ett par kilometer nordost om Halmstads centrum. Området Frennarp var förut åkermark som tillhörde Wallbergs fabriker i Slottsmöllan, men Halmstad köpte området år 1966 för framtida bebyggelse. År 1976 började Frennarp att bebyggas, främst av fristående villor, kedjehus och hyreslägenheter. Frennarp har också en skola från F-klassen till 3:an, ett äldreboende, dagis, restaurang och en affär. Områdets befolkning sägs vara runt 1600.

## Bilder

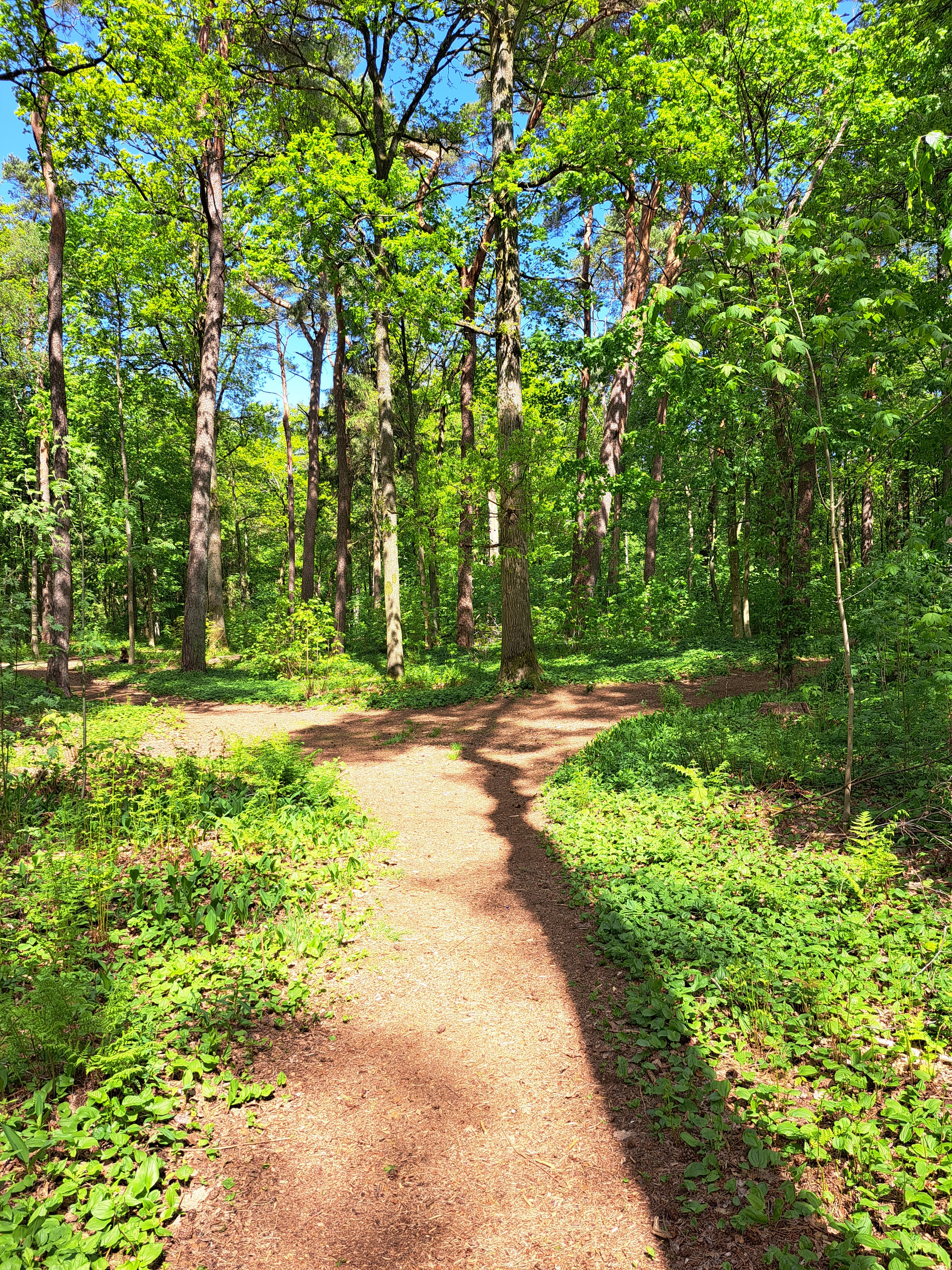
En bild på en skog i Frennarp (fotografi från maj 2023).
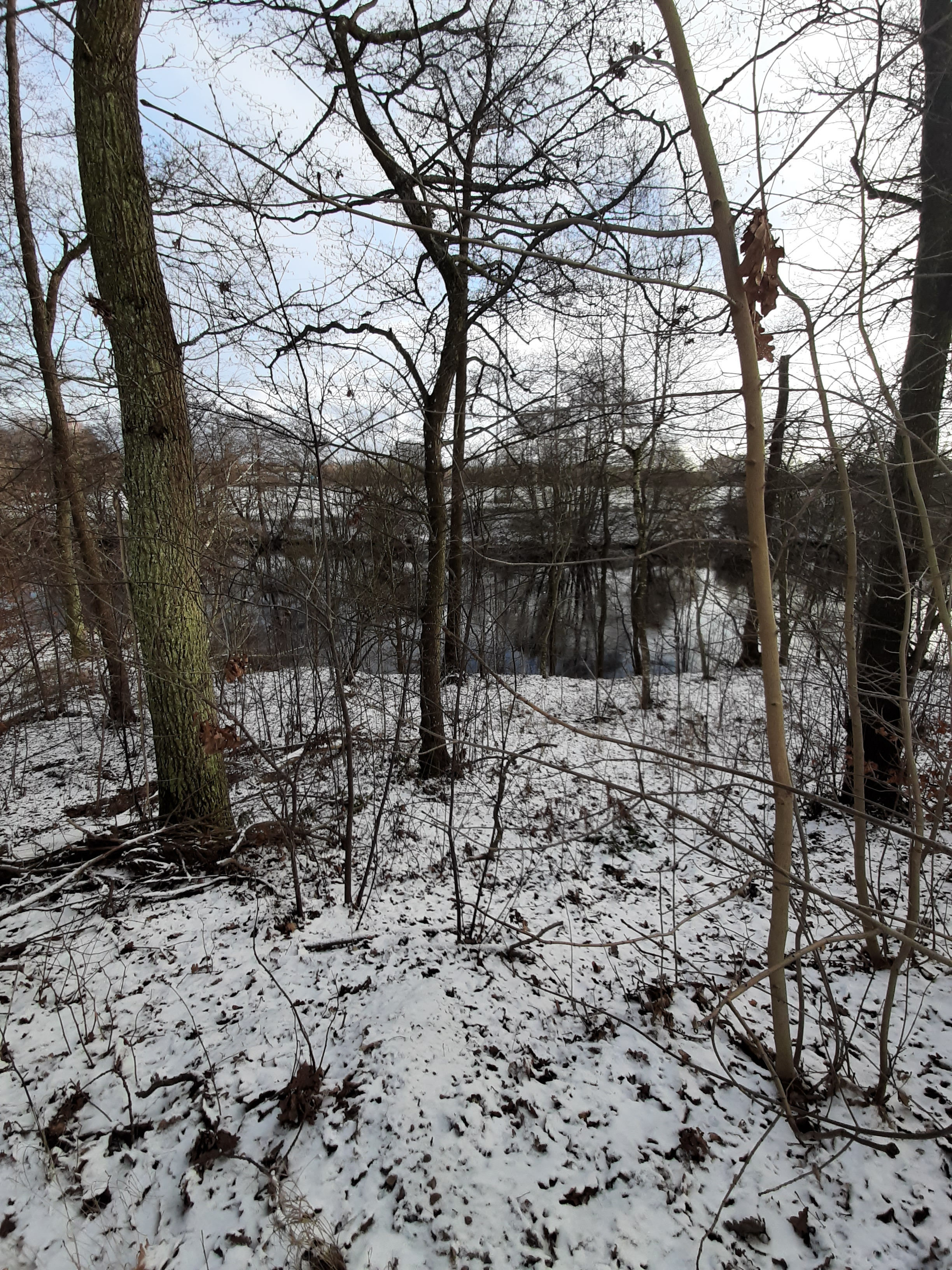
En bild på en skog i Frennarp under Vintern (fotografi från januari 2021)
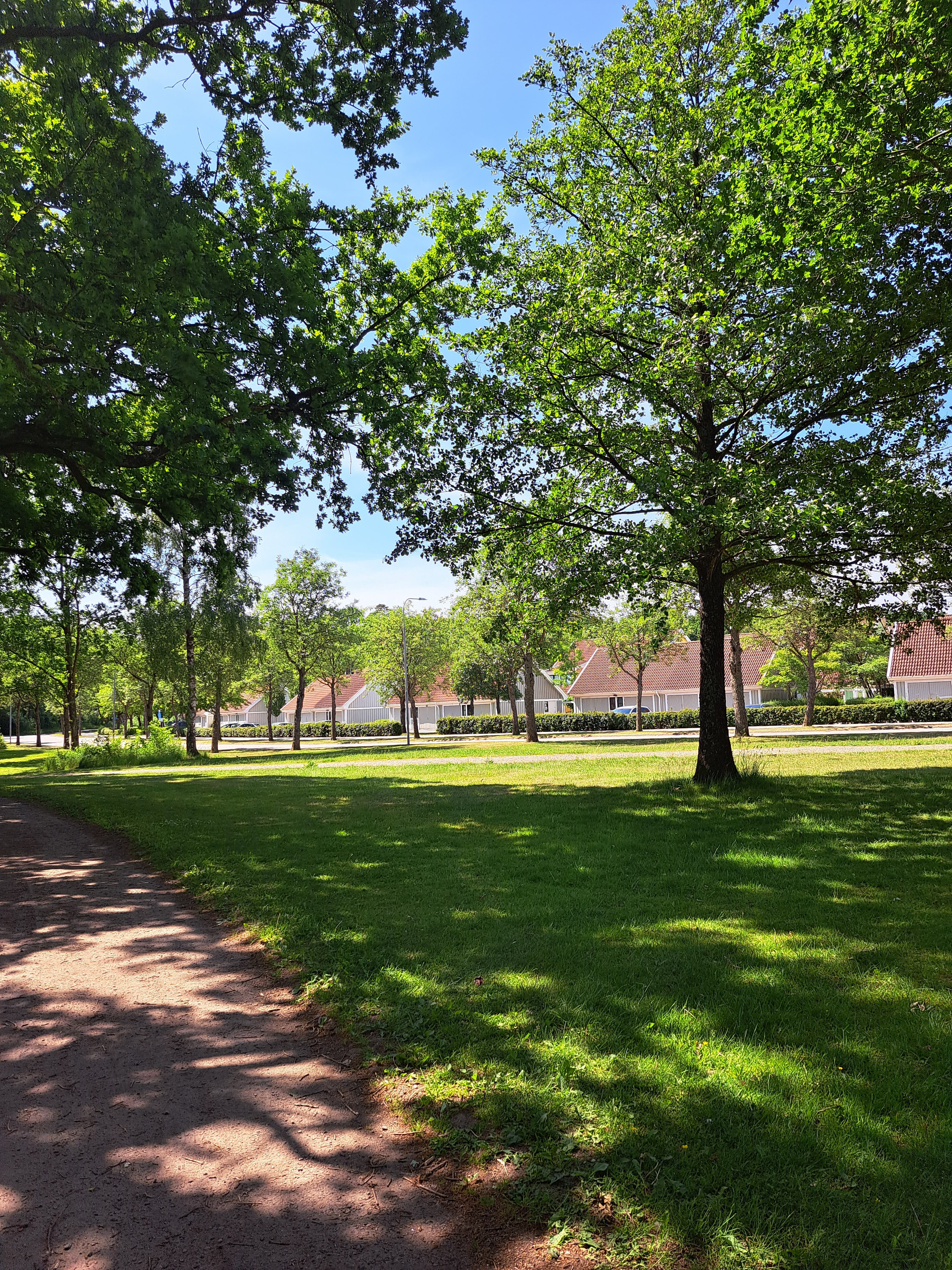
En bild på en stig vid tennisplanen nära Frennarps bygata